# Pristimantis verecundus
Pristimantis verecundus är en groddjursart som först beskrevs av Lynch och Patricia A. Burrowes 1990.  Pristimantis verecundus ingår i släktet Pristimantis och familjen Strabomantidae. IUCN kategoriserar arten globalt som sårbar. Inga underarter finns listade i Catalogue of Life.